# Emil Justy
Emil Justy, madžarski general, * 1890, † 1959.